# Toshikazu Katō
Toshikazu Katō (japanisch 加藤 寿一 Katō Toshikazu; * 28. Mai 1981 in der Präfektur Hiroshima) ist ein ehemaliger japanischer Fußballspieler.

## Karriere
Katō erlernte das Fußballspielen in der Schulmannschaft der Josuikan High School. Seinen ersten Vertrag unterschrieb er 2000 bei den Avispa Fukuoka. Der Verein spielte in der höchsten Liga des Landes, der J1 League. Am Ende der Saison 2001 stieg der Verein in die J2 League ab. Für den Verein absolvierte er acht Ligaspiele. 2004 wechselte er zum Drittligisten Thespa Kusatsu. Für den Verein absolvierte er 15 Ligaspiele. 2005 wechselte er zum Ligakonkurrenten Mitsubishi Mizushima FC. Danach spielte er bei den V-Varen Nagasaki und Mitsubishi Heavy Industries Nagasaki SC. Ende 2014 beendete er seine Karriere als Fußballspieler.